# Venâncio de Camerino
Venâncio de Camerino (em latim: Venantius; em italiano:  Venanzio, conhecido também como Wigand) é o padroeiro de Camerino, Itália. Segundo a tradição cristã, Venâncio tinha apenas 15 anos de idade quando foi torturado e decapitado durante a perseguição de Décio. Foram martirizados com ele outros dez cristãos, incluindo o padre Porfírio, o tutor de Venâncio, e Leôncio, o bispo de Camerino.
Antes de ser morto, Venâncio foi flagelado, queimado com tochas, pendurado de cabeça para baixo sobre uma fogueira, teve seus dentes arrancados e sua mandíbula, quebrada, foi atirado aos leões e jogado de um desfiladeiro. Seus "Atos" alegam, ainda, que ele conseguiu escapar por um breve período de Camerino e se escondeu em Raiano, onde também há uma igreja dedicada a ele.

## Veneração
Venâncio foi enterrado fora da muralha da cidade, onde uma basílica foi construída no século V e depois reconstruída muitas vezes ao longo dos séculos. O culto de São Venâncio se popularizou: sua imagem apareceu em moedas e em litanias; fontes perto da basílica, associadas ao santo, eram utilizadas por leprosos e pessoas com úlceras pépticas na tentativa de uma cura. Venâncio depois substituiu São Ansovino como padroeiro da cidade.
Em 1259, durante a destruição e saque de Camerino pelas tropas de Manfredo da Sicília, as relíquias de São Venâncio foram transportadas em segurança para o Castel dell'Ovo, em Nápoles. Elas foram devolvidas a Camerino em 1269, por ordem do papa Clemente IV, adversário de Manfredo.
No século XVII, o papa Clemente X, que fora bispo de Camerino, contribuiu ainda mais para a disseminação do culto de São Venâncio: ele elevou a festa do santo ao nível de rito duplo e compôs hinos para o ofício litúrgico de Venâncio.
No Calendário Geral Romano de 1670 até 1969, a festa foi uma celebração de terceira classe do dia 18 de maio.